# Chilia (okręg Satu Mare)
Chilia – wieś w Rumunii, w okręgu Satu Mare, w gminie Homoroade. W 2011 roku liczyła 251 mieszkańców. 